# Cranbourne East
Cranbourne East är en del av en befolkad plats i Australien. Den ligger i kommunen Casey och delstaten Victoria, omkring 45 kilometer sydost om delstatshuvudstaden Melbourne.
Runt Cranbourne East är det ganska tätbefolkat, med 56 invånare per kvadratkilometer.. Närmaste större samhälle är Cranbourne, nära Cranbourne East.
Trakten runt Cranbourne East består till största delen av jordbruksmark. Genomsnittlig årsnederbörd är 1 251 millimeter. Den regnigaste månaden är maj, med i genomsnitt 154 mm nederbörd, och den torraste är januari, med 51 mm nederbörd.